# Кити Уин
Кити Уин (на английски: Kitty Winn) е американска актриса. 

## Биография
Катрин Тъпър Уин е родена на 21 февруари 1943 година в Вашингтон, окръг Колумбия. Тя е дъщеря на офицер от армията Джеймс Дж. Уин и Моли Пендър Браун Уин. Тя има един брат.  Уин пътува много през по-голямата част от детството си, прекарвайки време в Съединените щати, Англия, Германия, Китай, Индия и Япония. Майка й е доведена дъщеря на генерал от армията на САЩ, бивш държавен секретар на САЩ и бивш министър на отбраната на САЩ Джордж Маршал и дъщеря на Катрин Тъпър Маршал.

### Кариера
Кариерата на Кити Уин обхваща широк спектър от драматични продукции на сцената, в киното и по телевизията. Тя учи актьорско майсторство в Centenary Junior College и Бостънския университет, като завършва последния през 1966 г. По време на колежанските си години Уин участва в студентски продукции в Centenary Junior College, Бостънския университет и Харвардския колеж, както и участия за две лета в The Priscilla Beach Theatre, южно от Бостън. Малко след колежа тя се присъединява към трупата на American Conservatory Theatre в Сан Франциско, където остава четири години под артистичното ръководство на Уилям Бол.
През есента на 1970 г. Уин напуска American Conservatory Theatre, за да играе заедно с Ал Пачино във филма „Паника в Нийдъл парк“, за който печели наградата за най-добра актриса на филмовия фестивал в Кан през 1971 г. Въпреки че продължава да прави още няколко филма, включително „Те може да са гиганти“ (1971) и „Заклинателят“ (1973), тя прекара по-голямата част от кариерата си в театъра.
Тя играе Корделия в „Трагедията на Крал Лир“ за KCET през 1983 г. и скоро се оттегля от актьорството. Тя не е на сцената до 2011 г., когато изиграва главната роля в „Последният романс“ в San Jose Repertory Theatre. За това изпълнение тя е номинирана за награда за най-добра актриса от кръга на театралните критици в района на залива на Сан Франциско.

## Избрана филмография
| Година | Филм                     | Оригинално заглавие      | Роля             | Режисьор      |
| ------ | ------------------------ | ------------------------ | ---------------- | ------------- |
| 1971   | Паника в Нийдъл парк     | The Panic in Needle Park | Хелън Рийвс      | Джери Шацбърг |
| 1973   | Заклинателят             | The Exorcist             | Шарън Спенсър    | Уилям Фридкин |
| 1975   | Частен детектив          | Peeper                   | Мини Прендергаст | Питър Хаймс   |
| 1973   | Заклинателят 2: Еретикът | Exorcist II: The Heretic | Шарън Спенсър    | Джон Бурмън   |